# Liste der Baudenkmäler in Aachen-Mitte (M)
Die Liste der Baudenkmäler in Aachen-Mitte (M) enthält die denkmalgeschützten Bauwerke auf dem Gebiet des Stadtbezirks Aachen-Mitte in Nordrhein-Westfalen (Stand: 25. April 2024). Diese Baudenkmäler sind in der Denkmalliste der Stadt Aachen eingetragen; Grundlage für die Aufnahme ist das Denkmalschutzgesetz Nordrhein-Westfalen (DSchG NRW).

## Denkmäler
| Bild                                                     | Bezeichnung                                              | Lage                                           | Beschreibung | Bauzeit                              | Eingetragen seit   | Denkmal- nummer  |
| -------------------------------------------------------- | -------------------------------------------------------- | ---------------------------------------------- | --- | ------------------------------------ | ------------------ | ---------------- |
| Wohnhaus                                                 | Wohnhaus                                                 | Mariabrunnstraße 3, 5 (Teile), 7 (Teile) Karte | |                                      |                    |                  |
| Wohnhäuser                                               | Wohnhäuser                                               | Mariabrunnstraße 16, 18 Karte                  | |                                      |                    |                  |
| Wohnhaus                                                 | Wohnhaus                                                 | Mariabrunnstraße 19 Karte                      | |                                      |                    |                  |
| Wohnhäuser                                               | Wohnhäuser                                               | Mariabrunnstraße 20, 22 Karte                  | |                                      |                    |                  |
| Wohnhäuser                                               | Wohnhäuser                                               | Mariabrunnstraße 25, 27, 29 Karte              | |                                      |                    |                  |
| Wohnhäuser                                               | Wohnhäuser                                               | Mariabrunnstraße 30, 32 Karte                  | |                                      |                    |                  |
| Wohnhaus (Teile)                                         | Wohnhaus (Teile)                                         | Mariahilfstraße 2b Karte                       | |                                      |                    |                  |
| Wohnhäuser                                               | Wohnhäuser                                               | Mariahilfstraße 4, 6, 8 Karte                  | |                                      |                    |                  |
| Wohnhaus (Teile)                                         | Wohnhaus (Teile)                                         | Mariahilfstraße 7 Karte                        | |                                      |                    |                  |
| Wohnhaus                                                 | Wohnhaus                                                 | Mariahilfstraße 9 Karte                        | |                                      |                    |                  |
| Wohnhäuser                                               | Wohnhäuser                                               | Mariahilfstraße 13, 15 Karte                   | |                                      |                    |                  |
| Wohnhäuser                                               | Wohnhäuser                                               | Mariahilfstraße 17, 19 Karte                   | |                                      |                    |                  |
| Wohnhäuser                                               | Wohnhäuser                                               | Mariahilfstraße 21, 23, 25 Karte               | |                                      |                    |                  |
| Wohnhaus (Teile)                                         | Wohnhaus (Teile)                                         | Mariahilfstraße 18 Karte                       | |                                      |                    |                  |
| Wohnhäuser                                               | Wohnhäuser                                               | Mariahilfstraße 20, 22 Karte                   | |                                      |                    |                  |
| Wohnhaus (Teile)                                         | Wohnhaus (Teile)                                         | Mariahilfstraße 27 Karte                       | |                                      |                    |                  |
| Wohnhäuser                                               | Wohnhäuser                                               | Mariahilfstraße 29, 31, 33, 35 Karte           | |                                      |                    |                  |
| Wohnhaus                                                 | Wohnhaus                                                 | Maria-Theresia-Allee 28 Karte                  | |                                      |                    |                  |
| Wohnhaus                                                 | Wohnhaus                                                 | Maria-Theresia-Allee 257 Karte                 | |                                      |                    |                  |
| Wohnhaus                                                 | Wohnhaus                                                 | Maria-Theresia-Allee 271 Karte                 | |                                      |                    |                  |
| Gebäude (Teile)                                          | Gebäude (Teile)                                          | Markt 14-20 Karte                              | Die Fassaden mussten zunächst abgetragen, zwischengelagert und wieder aufgebaut werden, erkennbar an den klaren Trennfugen der Fassaden und sauberen Ziegellagen |                                      | 31. Januar 1983    | 05334002 A 00010 |
| Wohn- / Geschäftshaus (Teile)                            | Wohn- / Geschäftshaus (Teile)                            | Markt 22 Karte                                 | |                                      | 30. August 1983    | 05334002 A 02162 |
| Gebäude (Teile)                                          | Gebäude (Teile)                                          | Markt 24 Karte                                 | Die Fassaden mussten zunächst abgetragen, zwischengelagert und wieder aufgebaut werden, erkennbar an den klaren Trennfugen der Fassaden und sauberen Ziegellagen |                                      | 2. September 1983  | 05334002 A 02865 |
| Gasthaus „Zum goldenen Einhorn“                          | Gasthaus „Zum goldenen Einhorn“                          | Markt 33 Karte                                 | |                                      | 23. August 1993    | 05334002 A 01676 |
| Gasthaus/Wohnhaus (Teile)                                | Gasthaus/Wohnhaus (Teile)                                | Markt 35 Karte                                 | |                                      | 18. Mai 1983       | 05334002 A 01677 |
| Gasthaus „Goldener Schwan“                               | Gasthaus „Goldener Schwan“                               | Markt 37 Karte                                 | |                                      | 18. Mai 1983       | 05334002 A 01673 |
| weitere Bilder                                           | Aachener Rathaus                                         | Markt 38-40 Karte                              | erbaut auf den Fundamenten der karolingischen Aula regia der Aachener Kaiserpfalz | 1349                                 | 19. Juli 1982      | 05334002 A 00002 |
| weitere Bilder                                           | Haus Löwenstein (Stadtverwaltung)                        | Markt 39 Karte                                 | 1478 bewohnt von Ida von Löwenstein; Altes Zunfthaus, Bauliche Einheit mit dem Haus „Zum Wolf“; 1905 mit neugotischem Putz verkleidet; 1970er-Jahre umfangreiche Sanierungsarbeiten unter Federführung von Leo Hugot und Fassadenmäßig alter Zustand wieder hergestellt; spätgotisches Haus mit Werksteingliederung, dreigeschossig, Ecktürmchen, Zinnenkranz und abgewalmtes Dach, im angefügten Anbau barockes Blausteinportal des 18. Jh. vom Kloster im Klosterbongard, im Keller Tonnengewölbe aus dem Mittelalter in Mergelstein | 1344/45                              | 27. September 1983 | 05334002 A 02321 |
| Wohn- / Geschäftshaus                                    | Wohn- / Geschäftshaus                                    | Markt 42 Karte                                 | |                                      | 9. Februar 1984    | 05334002 A 02625 |
| Haus BrüsselWohn- / Geschäftshaus (Karls-Apotheke)       | Haus Brüssel Wohn- / Geschäftshaus (Karls-Apotheke)      | Markt 43 Karte                                 | erbaut von Johann Joseph Couven auf den Fundamenten des alten „Schöffenhaus Brüssel“, später „Zum wilden Mann“ bezeichnet. | 14. Jh. / 1748 (Neubau)              | 29. August 1983    | 05334002 A 02196 |
| Wohn- / Geschäftshaus (Teile)                            | Wohn- / Geschäftshaus (Teile)                            | Markt 52 Karte                                 | |                                      | 6. Juli 1983       | 05334002 A 02067 |
| weitere Bilder                                           | Marktbrunnen                                             | Markt Karte                                    | Bronzeschale nach Entwürfen von Johann Joseph Couven, gegossen von Franz und Peter von Trier | vor 1620 / 1734                      |                    |                  |
| Wohnhäuser                                               | Wohnhäuser                                               | Martin-Luther-Straße 4 Karte                   | |                                      |                    |                  |
| Wohnhäuser                                               | Wohnhäuser                                               | Martin-Luther-Straße 6 Karte                   | |                                      |                    |                  |
| Wohnhäuser                                               | Wohnhäuser                                               | Martin-Luther-Straße 8 Karte                   | |                                      |                    |                  |
| Wohnhaus                                                 | Wohnhaus                                                 | Martin-Luther-Straße 10 Karte                  | | 1891 (Nr. 10)                        |                    |                  |
| Wohnhaus                                                 | Wohnhaus                                                 | Martin-Luther-Straße 12 Karte                  | | 1891 (Nr. 10)                        |                    |                  |
| Wohnhaus                                                 | Wohnhaus                                                 | Matthiashofstraße 2 Karte                      | |                                      |                    |                  |
| Wohnhaus                                                 | Wohnhaus                                                 | Matthiashofstraße 8 Karte                      | |                                      |                    |                  |
| Wohnhaus                                                 | Wohnhaus                                                 | Matthiashofstraße 19 Karte                     | |                                      |                    |                  |
| Wohnhaus                                                 | Wohnhaus                                                 | Matthiashofstraße 26 Karte                     | | 1880                                 |                    |                  |
| Büro- und Verwaltungsgebäude                             | Büro- und Verwaltungsgebäude                             | Matthiashofstraße 28–30 Karte                  | ehemalige „Kaffeerösterei Heinrich Croon“; zweieinhalbgeschossiger und siebenachsiger Backsteinbau mit Kellergeschoss nach Plänen von Edmund Thyssen; Erweiterungsbau 1907/08 | 1880                                 |                    |                  |
| Wohnhäuser                                               | Wohnhäuser                                               | Mauerstraße 1a, 1 Karte                        | |                                      |                    |                  |
| Wohnhaus                                                 | Wohnhaus                                                 | Mauerstraße 3 Karte                            | |                                      |                    |                  |
| Wohnhaus                                                 | Wohnhaus                                                 | Mauerstraße 4 Karte                            | |                                      |                    |                  |
| Wohnhaus                                                 | Wohnhaus                                                 | Mauerstraße 6 Karte                            | |                                      |                    |                  |
| Wohnhaus                                                 | Wohnhaus                                                 | Mauerstraße 9 Karte                            | |                                      |                    |                  |
| Wohnhaus                                                 | Wohnhaus                                                 | Mauerstraße 11 Karte                           | |                                      |                    |                  |
| Wohnhaus                                                 | Wohnhaus                                                 | Mauerstraße 13 Karte                           | |                                      |                    |                  |
| Wohnhaus                                                 | Wohnhaus                                                 | Mauerstraße 15 Karte                           | |                                      |                    |                  |
| Wohnhaus                                                 | Wohnhaus                                                 | Mauerstraße 16 Karte                           | |                                      |                    |                  |
| Wohnhaus (Teile)                                         | Wohnhaus (Teile)                                         | Mauerstraße 17 Karte                           | |                                      |                    |                  |
| Wohnhaus                                                 | Wohnhaus                                                 | Mauerstraße 18 Karte                           | |                                      |                    |                  |
| Wohnhaus                                                 | Wohnhaus                                                 | Mauerstraße 19 Karte                           | |                                      |                    |                  |
| Wohnhaus                                                 | Wohnhaus                                                 | Mauerstraße 20 Karte                           | |                                      |                    |                  |
| Wohnhaus                                                 | Wohnhaus                                                 | Mauerstraße 22 Karte                           | |                                      |                    |                  |
| Wohnhaus                                                 | Wohnhaus                                                 | Mauerstraße 24 Karte                           | |                                      |                    |                  |
| Wohnhaus                                                 | Wohnhaus                                                 | Mauerstraße 26 Karte                           | |                                      |                    |                  |
| Wohnhaus                                                 | Wohnhaus                                                 | Mauerstraße 35 Karte                           | |                                      |                    |                  |
| Wohnhaus                                                 | Wohnhaus                                                 | Mauerstraße 37 Karte                           | |                                      |                    |                  |
| Wohnhaus (Teile)                                         | Wohnhaus (Teile)                                         | Mauerstraße 40 Karte                           | |                                      |                    |                  |
| Wohnhaus                                                 | Wohnhaus                                                 | Mauerstraße 42 Karte                           | |                                      |                    |                  |
| Wohnhaus                                                 | Wohnhaus                                                 | Mauerstraße 44 Karte                           | |                                      |                    |                  |
| Wohnhaus                                                 | Wohnhaus                                                 | Mauerstraße 46 Karte                           | |                                      |                    |                  |
| Wohnhaus                                                 | Wohnhaus                                                 | Mauerstraße 48 Karte                           | |                                      |                    |                  |
| Wohnhaus                                                 | Wohnhaus                                                 | Mauerstraße 50 Karte                           | |                                      |                    |                  |
| Wohnhaus (Teile)                                         | Wohnhaus (Teile)                                         | Mauerstraße 52 Karte                           | |                                      |                    |                  |
| Wohnhaus                                                 | Wohnhaus                                                 | Mauerstraße 54 Karte                           | |                                      |                    |                  |
| Wohnhaus                                                 | Wohnhaus                                                 | Mauerstraße 58 Karte                           | |                                      |                    |                  |
| Wohnhaus                                                 | Wohnhaus                                                 | Mauerstraße 60 Karte                           | |                                      |                    |                  |
| Wohnhaus (Teile)                                         | Wohnhaus (Teile)                                         | Mauerstraße 75 Karte                           | Seitentrakt der ehemaligen Tuchfabrik Delius; viergeschossiger Ziegel-Putz-Bau mit gebogener Fassade in einer Mischung aus neogotischen Schmuckformen und Jugendstil-Elementen im Auftrag des Tuchfabrikanten Carl Delius 1982 Restaurierung nach Plänen von Schwarze & Feldmann und Umnutzung | 1906                                 |                    |                  |
| Wohn- und Geschäftshaus                                  | Wohn- und Geschäftshaus                                  | Mauerstraße 110 Karte                          | |                                      |                    |                  |
| Wohnhaus                                                 | Wohnhaus                                                 | Maxstraße 2 Karte                              | |                                      |                    |                  |
| Wohnhaus                                                 | Wohnhaus                                                 | Maxstraße 8 Karte                              | |                                      | 25. Februar 1983   | 05334002 A 01187 |
| Wohnhaus                                                 | Wohnhaus                                                 | Maxstraße 10 Karte                             | |                                      | 3. März 1983       | 05334002 A 01260 |
| Wohnhaus                                                 | Wohnhaus                                                 | Maxstraße 12 Karte                             | |                                      | 7. Juni 1982       | 05334002 A 00023 |
| Wohnhaus                                                 | Wohnhaus                                                 | Maxstraße 13 Karte                             | |                                      | 17. Februar 1983   | 05334002 A 01093 |
| Wohnhaus                                                 | Wohnhaus                                                 | Maxstraße 14 Karte                             | |                                      | 16. März 1983      | 05334002 A 01229 |
| Wohnhaus                                                 | Wohnhaus                                                 | Maxstraße 15 Karte                             | |                                      | 30. Juni 1983      | 05334002 A 02020 |
| Wohnhaus                                                 | Wohnhaus                                                 | Maxstraße 16 Karte                             | |                                      | 25. Februar 1983   | 05334002 A 01188 |
| Wohnhaus                                                 | Wohnhaus                                                 | Maxstraße 18 Karte                             | |                                      | 9. Mai 1983        | 05334002 A 01560 |
| Wohnhaus                                                 | Wohnhaus                                                 | Mefferdatisstraße 1–3 Karte                    | |                                      |                    |                  |
| weitere Bilder                                           | Wohnhäuser; ehemalige Fischhallen W. Frohn               | Mefferdatisstraße 4–6, 8 Karte                 | Architekten H. Verhein / Georg Krämer | 1906                                 |                    |                  |
| BW                                                       | Wandbrunnen                                              | Melatener Straße 13 Karte                      | |                                      |                    |                  |
| „Institut für Hochfrequenz und Nachrichtentechnik“       | „Institut für Hochfrequenz und Nachrichtentechnik“       | Melatener Straße 23 Karte                      | Architekt: Karl Schlüter (Staatliche Bauverwaltung) |                                      |                    |                  |
| „Villa Königshügel“                                      | „Villa Königshügel“                                      | Melatener Straße 31 Karte                      | erbaut für das Unternehmerehepaar Lammertz; Architekt Carl Sieben; heute Gästehaus der RWTH Aachen | 1913/14                              |                    |                  |
| Kinderkrippe „Piccolino“ des Studentenwerks Aachen       | Kinderkrippe „Piccolino“ des Studentenwerks Aachen       | Melatener Straße 39 Karte                      | ehemaliger Gartenpavillon der Villa Lammertz | 1913/14                              |                    |                  |
| Halle                                                    | Halle                                                    | Metzgerstraße 60 Karte                         | Kälberschlachthalle des ehemaligen Städtischen Schlacht- und Viehhofes Aachen; erbaut nach Plänen von Johannes Richter, Joseph Laurent und Karl Heuser; Backsteinhalle mit flachem Satteldach; betonte Mittelachse mit einem Giebelaufsatz in Formen der Neorenaissance und einem Inschriftenstein mit Angabe der Hallenfunktion | 1894                                 |                    |                  |
| Bürogebäude                                              | Bürogebäude                                              | Metzgerstraße 61 Karte                         | früheres Direktionsgebäude des ehemaligen Städtischen Schlacht- und Viehhofes; erbaut nach Plänen von Johannes Richter, Joseph Laurent und Karl Heuser; zweigeschossiger Backsteinbau mit halbem Mansarddach; Fassadengliederung wird geprägt durch Hausteinelemente und kunstvoll geschmiedeten Maueranker im Stil der Neorenaissance | 1894                                 |                    |                  |
| Halle                                                    | Halle                                                    | Metzgerstraße 62 Karte                         | Rinderschlachthalle des ehemaligen Städtischen Schlacht- und Viehhofes; erbaut nach Plänen von Johannes Richter, Joseph Laurent und Karl Heuser; Backsteinhalle mit flachem Satteldach; betonte Mittelachse mit einem Giebelaufsatz in Formen der Neorenaissance und einem Inschriftenstein mit Angabe der Hallenfunktion | 1894                                 |                    |                  |
| Gebäude                                                  | Gebäude                                                  | Metzgerstraße 65 Karte                         | Schauamt des ehemaligen Städtischen Schlacht- und Viehhofes; erbaut nach Plänen von Stadtbaurat Kirchbauer | 1928                                 |                    |                  |
| Halle                                                    | Halle                                                    | Metzgerstraße 66 Karte                         | Schweineschlachthalle des ehemaligen Städtischen Schlacht- und Viehhofes; erbaut nach Plänen von Johannes Richter, Joseph Laurent und Karl Heuser; Backsteinhalle mit flachem Satteldach | 1894                                 |                    |                  |
| Gebäude                                                  | Gebäude                                                  | Metzgerstraße 69 Karte                         | Kuttlerei des ehemaligen Städtischen Schlacht- und Viehhofes; erbaut nach Plänen von Johannes Richter, Joseph Laurent und Karl Heuser; giebelständig zum Platz angeordnet mit dreiachsigen Schmalseiten und überhöhter Mittelachse; überhöhter Giebelmittelteil mit großen Lünettenfenstern (zugemauert) und flachem Satteldach | 1894                                 |                    |                  |
| Mauer                                                    | Mauer                                                    | Metzgerstraße Karte                            | Mauer des ehemaligen Städtischen Schlacht- und Viehhofes; erbaut nach Plänen von Stadtbaurat Kirchbauer | 1928                                 |                    |                  |
| Uhrenturm / Fleischabholhalle                            | Uhrenturm / Fleischabholhalle                            | Metzgerstraße Karte                            | Teil des ehemaligen Städtischen Schlacht- und Viehhofes; Erbaut nach Plänen von Stadtbaurat Kirchbauer; Halle mit neun Stahlbetonbogenbindern und orthogonal proportionierten Backsteinaußenwänden sowie einem Zementschalendach auf Pfetten; Turm viereinhalbgeschossig mit überhöht ausgebildetem Turmeckbereich | 1926–1930                            |                    |                  |
| Sport- und Betriebsgebäude                               | Sport- und Betriebsgebäude                               | Minoritenstraße 7 Karte                        | ehemaliges Umformerwerk der städtischen Stromversorgung; Architekt Philipp Kerz; nach 1977 Umnutzung teilweise als Sporthalle und neues Umspannwerk | 1925                                 |                    | 05334002 A 02454 |
| Wohnhaus                                                 | Wohnhaus                                                 | Minoritenstraße 8 Karte                        | |                                      |                    |                  |
| Wohnhäuser                                               | Wohnhäuser                                               | Mörgensstraße 4, 6 Karte                       | |                                      |                    |                  |
| Wohnhaus                                                 | Wohnhaus                                                 | Mörgensstraße 5 Karte                          | ehem. Bürgerhaus der Familie Moirke, später Teil der Tuchfabrik Nellessen und heute Teil des Alexianer-Krankenhauses; erbaut nach Plänen von Johann Joseph Couven | Mitte 18. Jh.                        |                    |                  |
| Wohnhäuser (Teile)                                       | Wohnhäuser (Teile)                                       | Mörgensstraße 11, 13 Karte                     | |                                      |                    |                  |
| Wohnhäuser                                               | Wohnhäuser                                               | Mörgensstraße 14, 16 Karte                     | |                                      |                    |                  |
| Wohnhäuser                                               | Wohnhäuser                                               | Mörgensstraße 15, 17 Karte                     | |                                      |                    |                  |
| Kamin der ehemaligen Tuchfabrik C. Nellessen, J. M. Sohn | Kamin der ehemaligen Tuchfabrik C. Nellessen, J. M. Sohn | Mörgensstraße 24 Karte                         | Generalsanierung nach dem Zweiten Weltkrieg durch René von Schöfer | 1825–1830                            |                    |                  |
| Wohnhäuser (Teile)                                       | Wohnhäuser (Teile)                                       | Monheimsallee 6 Karte                          | |                                      |                    |                  |
| Wohnhäuser (Teile)                                       | Wohnhäuser (Teile)                                       | Monheimsallee 8, 10 Karte                      | |                                      |                    |                  |
| Wohnhäuser                                               | Wohnhäuser                                               | Monheimsallee 12, 14, 16 Karte                 | |                                      |                    |                  |
| Wohnhäuser                                               | Wohnhäuser                                               | Monheimsallee 13, 15 Karte                     | |                                      |                    |                  |
| Wohnhäuser                                               | Wohnhäuser                                               | Monheimsallee 21, 23 Karte                     | |                                      |                    |                  |
| Wohnhaus                                                 | Wohnhaus                                                 | Monheimsallee 25 Karte                         | |                                      |                    |                  |
| Wohnhäuser                                               | Wohnhäuser                                               | Monheimsallee 35, 37 Karte                     | |                                      |                    |                  |
| weitere Bilder                                           | Neues Kurhaus Aachen                                     | Monheimsallee 44 Karte                         | beherbergt seit 1976 die Spielbank Aachen |                                      |                    |                  |
| weitere Bilder                                           | Quellenhof und Kurmittelhaus                             | Monheimsallee 52 Karte                         | erbaut nach Plänen der Münchener Architekten Karl Stöhr und Theodor Fischer | 1914–1916                            |                    |                  |
| Wohnhaus                                                 | Wohnhaus                                                 | Monheimsallee 54 Karte                         | |                                      |                    |                  |
| Wohnhaus                                                 | Wohnhaus                                                 | Monheimsallee 58 Karte                         | |                                      |                    |                  |
| Wohnhaus                                                 | Wohnhaus                                                 | Monheimsallee 60 Karte                         | |                                      |                    |                  |
| Wohnhaus                                                 | Wohnhaus                                                 | Monheimsallee 62 Karte                         | | 1898                                 |                    |                  |
| Wohnhaus (Teile)                                         | Wohnhaus (Teile)                                         | Monheimsallee 75 Karte                         | |                                      |                    |                  |
| Wohnhaus                                                 | Wohnhaus                                                 | Monheimsallee 77 Karte                         | |                                      |                    |                  |
| Wohnhaus                                                 | Wohnhaus                                                 | Monheimsallee 81 Karte                         | |                                      |                    |                  |
| Wohnhäuser                                               | Wohnhäuser                                               | Monheimsallee 85, 87 Karte                     | |                                      |                    |                  |
| Wohnhäuser                                               | Wohnhäuser                                               | Monheimsallee 91, 93 Karte                     | |                                      |                    |                  |
| weitere Bilder                                           | Kiosk                                                    | Monheimsallee Karte                            | eingeschossiger Putzbau in expressionistischen Formen, Dach mit pyramidenförmigem, schiefergedecktem Aufsatz und mit umlaufenden gemauerten Brüstungsgittern; ursprünglich als Trafohäuschen gebaut; Architekt Philipp Kerz; später als Kiosk genutzt, seit 1989 als Lagerraum. 1988 und 2017 restauriert | 1925                                 |                    |                  |
| David-Hansemann-Denkmal                                  | David-Hansemann-Denkmal                                  | Monheimsallee Karte                            | Denkmal für Kaufmann und Bankier David Hansemann | 1888                                 |                    |                  |
| Lenné-Denkmal                                            | Lenné-Denkmal                                            | Monheimsallee Karte                            | Denkmal für Gartenkünstler und Landschaftsarchitekt Peter Joseph Lenné |                                      |                    |                  |
| weitere Bilder                                           | Parkanlage Kurpark Aachen                                | Monheimsallee Karte                            | Teil des Stadtgarten Aachens | 1880                                 |                    |                  |
| Farwickpark                                              | Farwickpark                                              | Monheimsallee Karte                            | Teil des Aachener Stadtgartens, erworben und angelegt als Ausgleich für den Bau des Quellenhofs | 1926/27                              |                    |                  |
| weitere Bilder                                           | Parkanlage des ehemaligen evang. Friedhof Güldenplan     | Monheimsallee Karte                            | als Friedhof genutzt bis 1889, seit 1945 Teil des Aachener Stadtgartens | 1605                                 |                    |                  |
| Promenade                                                | Promenade                                                | Monheimsallee Karte                            | 1870 erbaut, Begrünungsplan von Peter Joseph Lenné entworfen, aber erst 20 Jahre später ausgeführt | 1870–1890                            |                    |                  |
| Wohnhaus                                                 | Wohnhaus                                                 | Morillenhang 1 Karte                           | |                                      |                    |                  |
| Wohnhäuser                                               | Wohnhäuser                                               | Mostardstraße 15, 17, 19 (Teile) Karte         | |                                      |                    |                  |
| Wohnhäuser (Teile)                                       | Wohnhäuser (Teile)                                       | Mostardstraße 20, 22 Karte                     | |                                      |                    |                  |
| weitere Bilder                                           | Kath. Pfarrkirche St. Foillan                            | Münsterplatz 1 Karte                           | Neuaufbau nach alten Plänen | 1482; nach 1888                      |                    |                  |
| Wohnhaus                                                 | Wohnhaus                                                 | Münsterplatz 2 Karte                           | Nur der hintere zweigeschossige Gebäudeteil ist Denkmalgeschützt. | um 1950                              |                    |                  |
| Wohnhaus (Teile)                                         | Wohnhaus (Teile)                                         | Münsterplatz 6 Karte                           | |                                      |                    |                  |
| Gebäude Sparkasse Aachen (Teile)                         | Gebäude Sparkasse Aachen (Teile)                         | Münsterplatz 7-9 Karte                         | Architekt Wilhelm Kirchbauer; dreigeschossiger Bau mit breiten Giebeln und Arkaden im Erdgeschoss | 1914–15                              |                    |                  |
| Wohn- / Geschäftshaus (Teile)                            | Wohn- / Geschäftshaus (Teile)                            | Münsterplatz 10 Karte                          | |                                      |                    |                  |
| Wohn- / Geschäftshaus (Teile)                            | Wohn- / Geschäftshaus (Teile)                            | Münsterplatz 11 Karte                          | |                                      |                    |                  |
| Wohnhäuser                                               | Wohnhäuser                                               | Münsterplatz 12, 13 Karte                      | |                                      |                    |                  |
| Wohnhäuser                                               | Wohnhäuser                                               | Münsterplatz 14–15 Karte                       | |                                      |                    |                  |
| Wohnhaus (Teile)                                         | Wohnhaus (Teile)                                         | Münsterplatz 16 Karte                          | |                                      |                    |                  |
| Wohnhäuser                                               | Wohnhäuser                                               | Münsterplatz 18, 19 Karte                      | Nr. 19: erbaut nach Plänen von Johann Joseph Couven | Mitte 18. Jh. (Nr. 19) 1899 (Nr. 18) |                    |                  |
| Wohnhaus (Teile)                                         | Wohnhaus (Teile)                                         | Münsterplatz 20 Karte                          | erbaut nach Plänen von Johann Joseph Couven | Mitte 18. Jh.                        |                    |                  |
| Wohnhaus                                                 | Wohnhaus                                                 | Münsterplatz 27 Karte                          | |                                      |                    |                  |
| Wohnhaus (Teile)                                         | Wohnhaus (Teile)                                         | Münsterplatz 28 Karte                          | |                                      |                    |                  |
| weitere Bilder                                           | Dom                                                      | Münsterplatz Karte                             | Okotogon 8. Jh.; Chorhalle zw. 1355 und 1414; Seitenkapellen und Westwerk im 18. Jh. | ab 8. Jh                             |                    | 0001             |
| weitere Bilder                                           | Vinzenzbrunnen auf dem Münsterplatz                      | Münsterplatz Karte                             | erbaut nach Entwürfen von Friedrich Joseph Ark; Bildhauerarbeiten: Wilhelm Josef Wings und Gottfried Götting | 1847                                 |                    |                  |
| Bildstock                                                | Bildstock                                                | Muffeter Weg Karte                             | Gotische Steinsäule aus Ziegelsteinen mit eingebauter Kreuznische; An der Ostseite eingelassenes Steinkreuz mit der Inschrift: „Zur größeren Ehre Gottes errichtet von j. J. Flamm und seiner Frau Margaretha. Eingesegnet am 26. September 1865“. Am Fuße der Westseite weiterer Gravurstein, Inschrift unvollständig leserlich. | 19. Jahrhundert                      |                    |                  |
| weitere Bilder                                           | „Haus Monheim“                                           | Muffeter Weg 3 (Teile) Karte                   | ursprünglich als „Haus Marienhöhe“ erbaut durch Architekt Hermann Joseph Hürth für den Fabrikanten Leonard Monheim; 1913 umfangreich umgebaut; ehemals Fakultät für Elektrotechnik und Informationstechnik der RWTH Aachen | 1873–1875                            |                    |                  |
| Wohnhaus                                                 | Wohnhaus                                                 | Muffeter Weg 21 Karte                          | |                                      |                    |                  |
| Wohnhäuser                                               | Wohnhäuser                                               | Muffeter Weg 36, 38 Karte                      | Siedlungsbauhäuser; aus klimatischen Gründen und wegen der damals freien Höhenlage rundum mit Dachziegeln verkleidet | 1925–1928                            |                    |                  |
| Wohnhäuser                                               | Wohnhäuser                                               | Muffeter Weg 40, 42 Karte                      | Siedlungsbauhäuser; aus klimatischen Gründen und wegen der damals freien Höhenlage rundum mit Dachziegeln verkleidet | 1925–1928                            |                    |                  |